# Кљова
Кљове су веома дугачки зуби, обично у пару, мада не морају бити, који штрче изван уста одређених животињских врста. Обично су кљове очњаци, као што је случај код дивље свиње и моржа, али могу бити и секутићи, као код слона и нарвала.

## Слонове кљове
Слонове кљове су други секутићи, који расту из горње вилице. Расту у просеку 18 цм годишње, током читавог живота. Код афричких слонова могу бити дугачке преко 3 метра и тешке више од 90 килограма. Имају их и мужјаци и женке. Код азијских слонова су мање, а женке их немају или су веома мале. Рекордна дужина слонове кљове, пронађена у Заиру, износила је 3,55 м.
Кљове служе за копање, скидање коре дрвета, обарање стабала и померање грана. Као што код људи постоје дешњаци и леваци, тако се слонови више служе десном или левом кљовом. Та кљова, која је више кориштена, обично је мања и више заобљена при врху.
Слонови су вековима ловљени због слоноваче, односно својих кљова. Као последица ове дирекционе селекције ловом, данас афрички слонови имају мање кљове него раније.

## Моржеве кљове
Моржеве кљове су продужени горњи очњаци, присутни код оба пола. Могу бити дугачки до 1 метра и тежити 5,4 кг. Кљове код мужјака су мало веће и служе им у борби. Обично су најјачи мужјаци са највећим кљовама доминантни у групи. Кљове служе и за пробијање леда, као и помагало при кретању по леду. Раније се мислило да кљове моржевима служе за копање по морском дну, али је истраживањем утврђено да за то користе њушку.

## Нарвалова кљова
Нарвал је врста кита са дугачком спиралном кљовом, која је у ствари секутић на левој страни горње вилице. Кљова је карактеристика мужјака, мада је некад могу имати и женке. Ретко се дешава да нарвал има две кљове, обично једна од 500 јединки. Кљова може бити дугачка преко 3 метра и тешка више од 10 кг.
Улога кљове код нарвала није довољно испитана. Најраширенија је теорија да је то само секундарна полна карактеристика, као паунов реп. Ретко су виђени нарвали који користе кљову у борби или за разбијање леда.